# Kachel

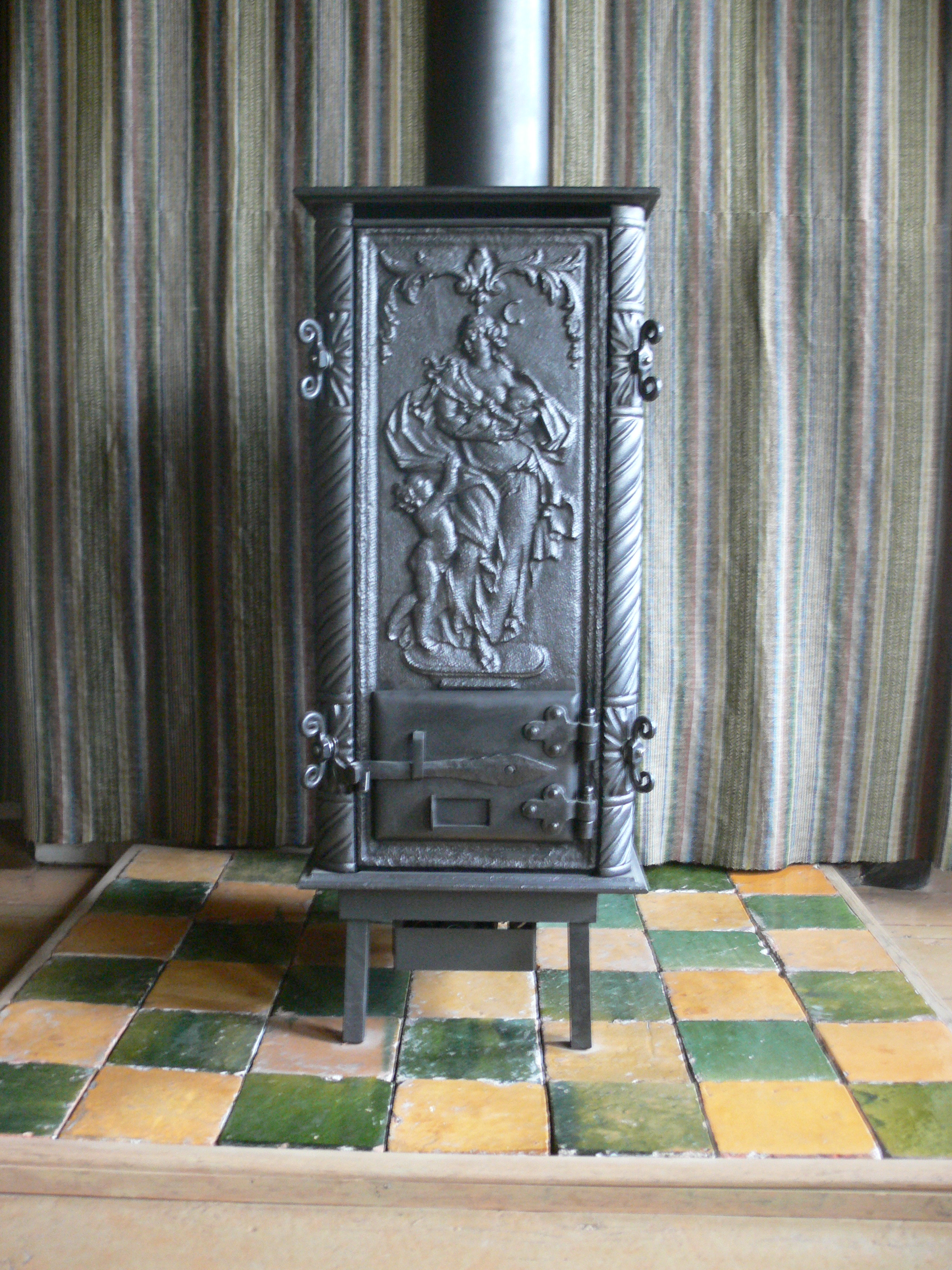
Nederlandse kachel

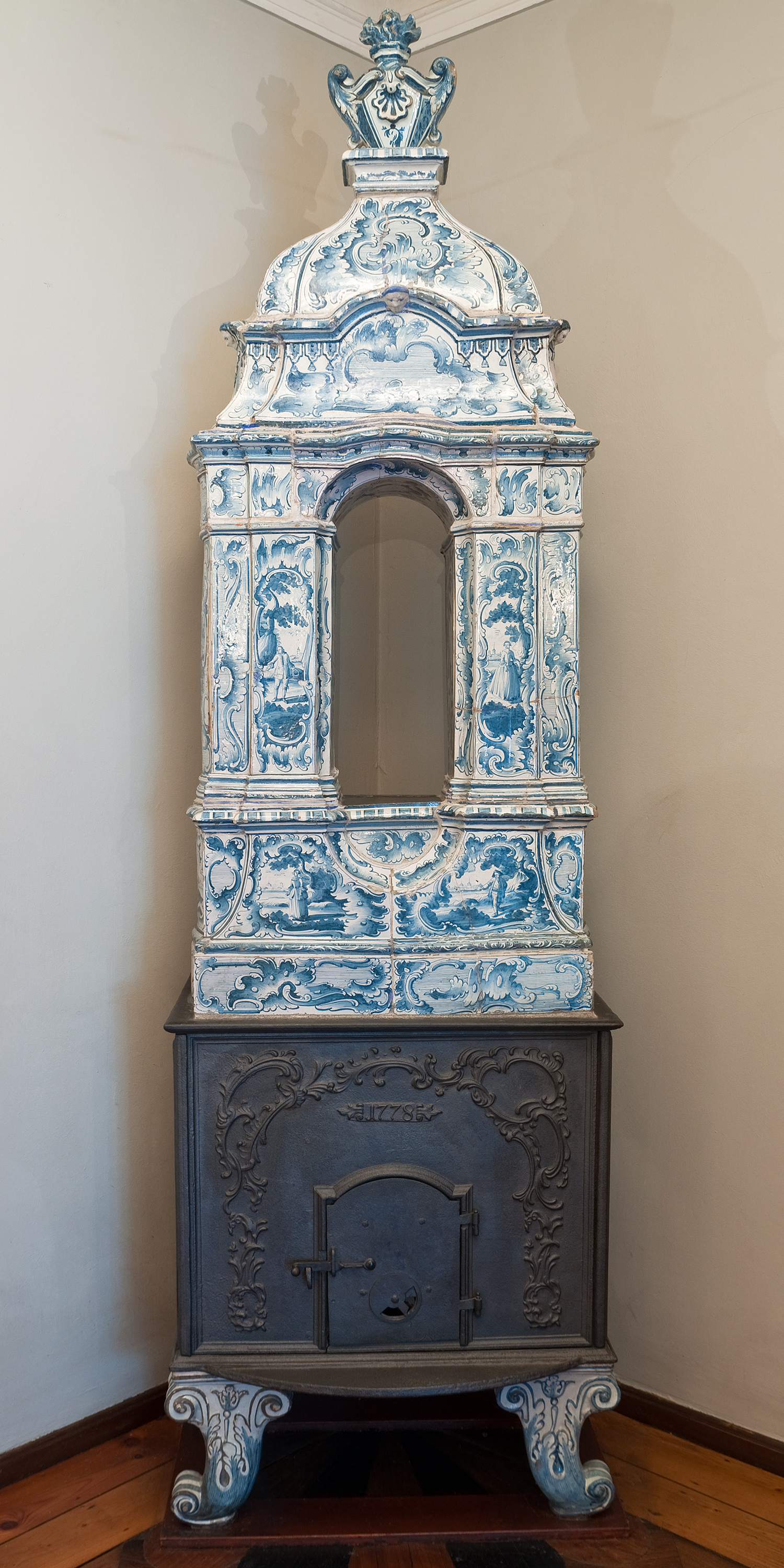
Duitse opzetkachel (1778)

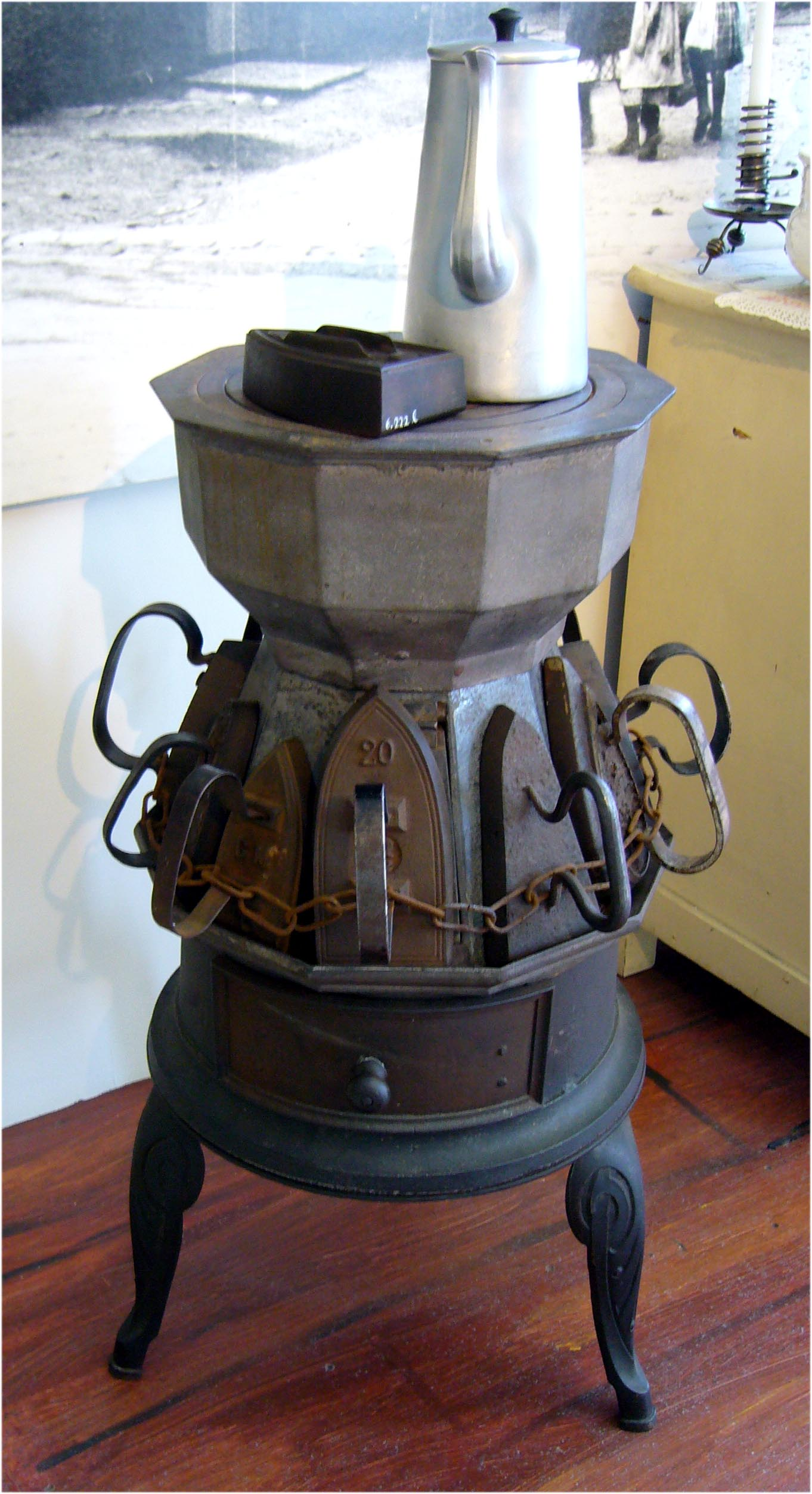
IJzeren kachel met rand voor strijkijzers

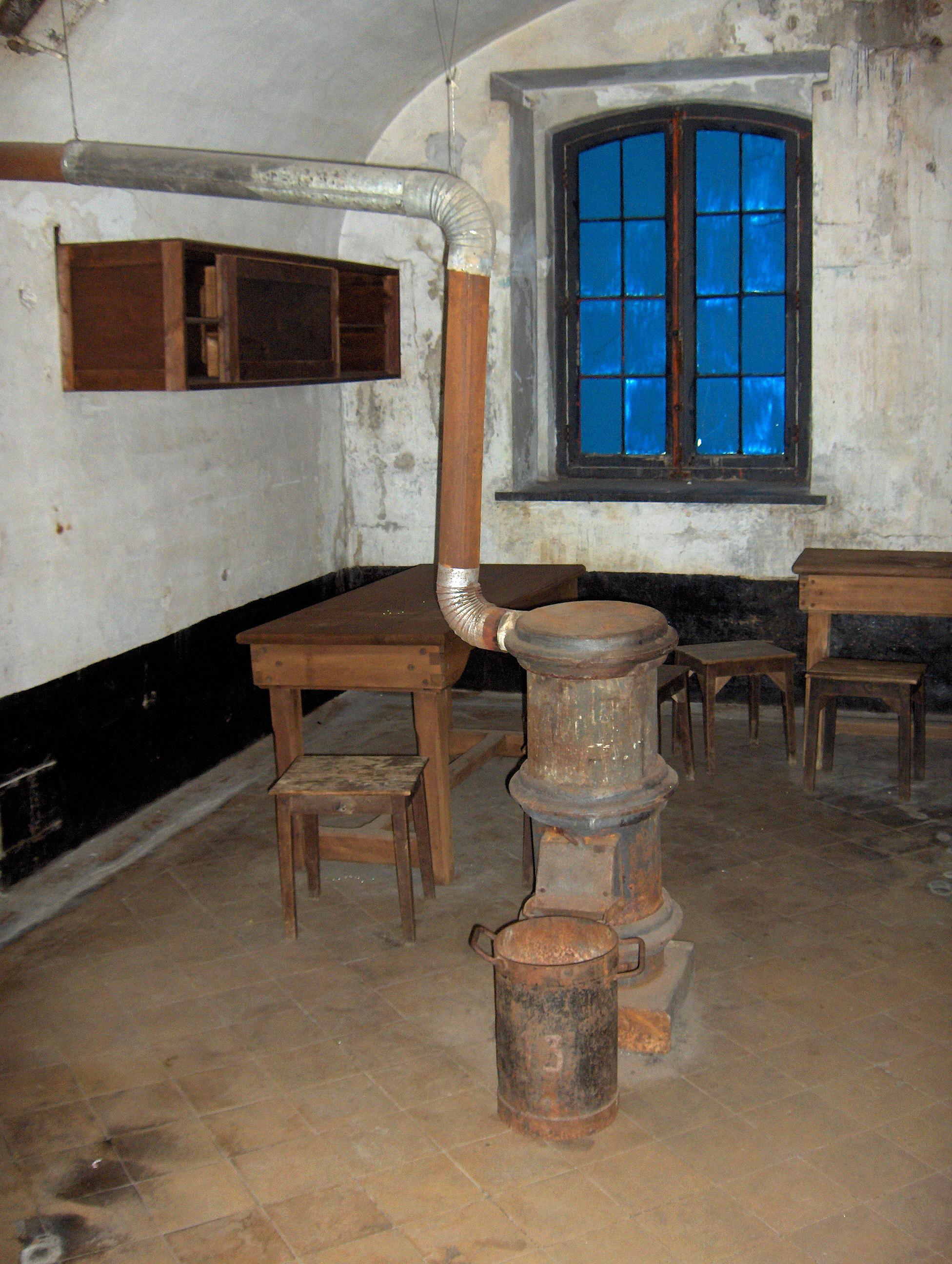
Potkachel met kachelpijp

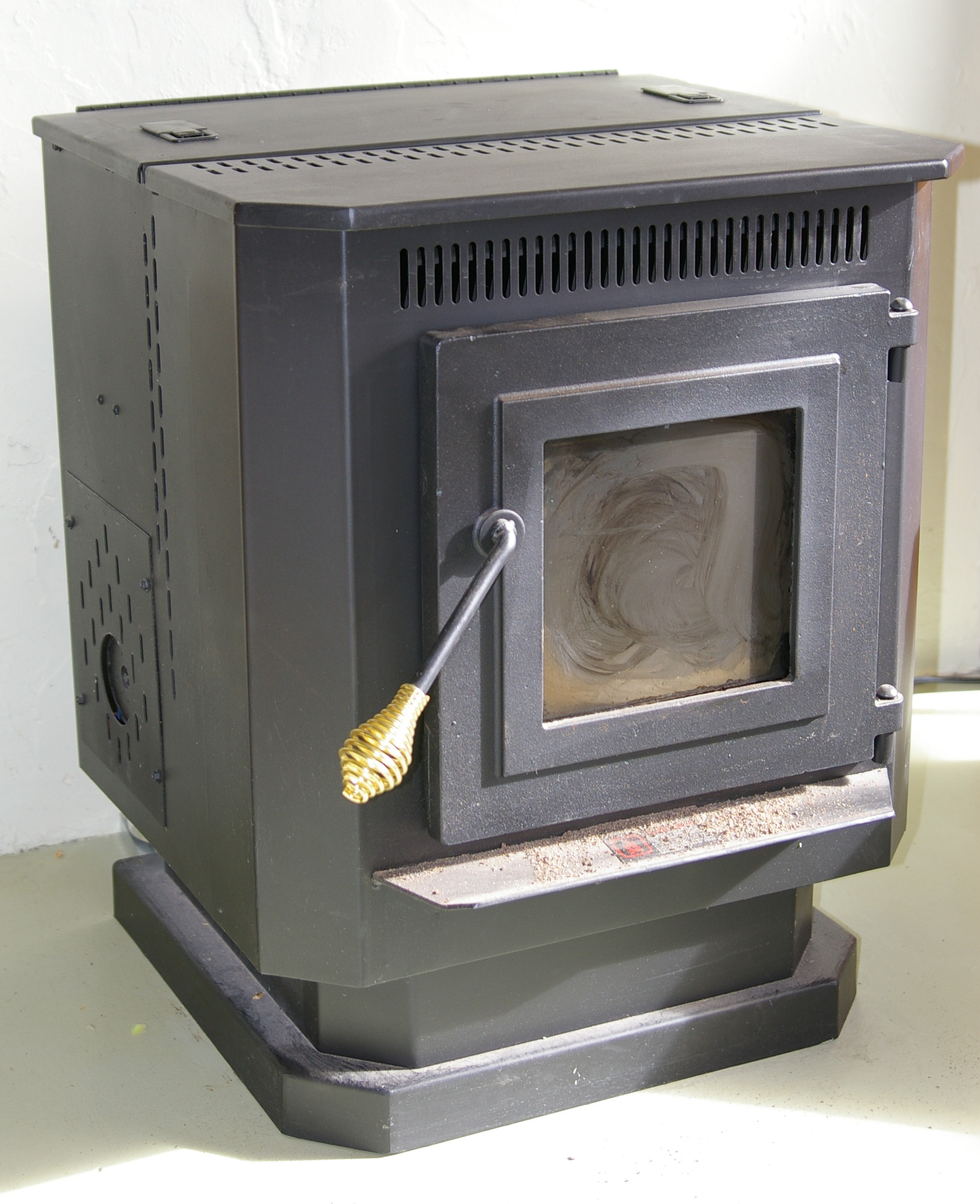
Pelletkachel

Een kachel is een verwarmingsapparaat waarin de warmte door middel van verbranding van brandstof, zoals stookolie, aardgas of een andere brandstof zoals steenkoolgas, hout, turf, bruinkool of steenkool, wordt opgewekt, of door middel van elektrische energie zoals bij een straalkachel. Kachels vervullen - evenals haarden - de functie om een leefruimte te verwarmen.

## Soorten kachels
Een kachel is in het algemeen geschikt voor de verbranding van één of enkele soorten brandstof:
- gaskachel, zoals:
  - terrasverwarmers/terrasheater
  - kampeergaskacheltjes/straalkacheltjes
  - straalkanon/gaskanon
- houtkachel
- pelletkachel
- turfkachel
- kolenkachel
- oliekachel - kachel met als brandstof huisbrandolie (mazout)
- petroleumkachel - kachel met als brandstof petroleum (kerosine)
- allesbrander - kachel voor meerdere soorten brandstof, zoals hout, turf en steenkool
  - salamanderkachel - een type allesbrander

Overige kacheltypen zijn:
- potkachel
- kolomkachel
- gevelkachel
- plattebuiskachel - een kookkachel die als fornuis kan worden gebruikt. Fornuiskachels hebben soms een oven voor het bereiden van brood of andere bakwaren.

### Warmte-afgifte
Een accumulatiekachel onderscheidt zich door een langzame warmte-afgifte door warmte-opslag. Bij deze soort kachels is naast warmte via convectie (stromingswarmte) en radiatie (stralingswarmte) ook conductiewarmte (geleidingswarmte) mogelijk, bijvoorbeeld bij het inbouwen van de kachel als zitelement. De rocket mass heater (rmh) is zo'n accumulatiekachel, deze onderscheidt zich door een (nagenoeg) volledige verbranding middels naverbranding.
Naar warmte-afgifte onderscheidt men verder convectiekachels en stralingswarmte-kachels. Bij convectiekachels gebeurt dit voornamelijk via luchtverwarming, waarbij eventueel met een ventilator de opgewarmde lucht uit de kachel (of haard) wordt geblazen. Bij stralingswarmtekachels wordt de warmte opgeslagen in een massa steen en vervolgens langzaam uitgestraald. Afhankelijk van het toegepaste materiaal gaat het om bijvoorbeeld tegelkachels, speksteenkachels, leemkachels of andere massieve stenen kachels.
Overigens zijn niet alle tegelkachels of speksteenkachels warmte-accumulerende houtkachels die voornamelijk stralingswarmte produceren: de benaming wordt ook gebruikt voor convectiekachels die aan de buitenkant met tegels of speksteen zijn bekleed.
In Duitsland kent men de Kachelofen: een met tegels beklede manshoge kachel (Kachel is het Duitse woord voor 'tegel'). Voordeel hiervan is de hoge warmtecapaciteit ervan. Het Nederlandse woord tegelkachel kan dan ook verwarrend zijn.

### Ingebouwd of los
Een kachel is meestal niet ingebouwd; het kacheltype dat dikwijls wel is ingebouwd is de accumulatiekachel. (Ook een haard is veelal ingebouwd en maakt de schoorsteen deel uit van de draagconstructie van een woning.)

### Onderdelen houtkachel
Een houtkachel heeft openingen aan de onderzijde voor zuurstoftoevoer, en een luikje voor de toevoer van vaste brandstof zoals hout of kolen, en een lade om as te verwijderen en eveneens voor zuurstoftoevoer. Een kachel is van binnen bekleed met vuurvaste steen, chamotte of vermiculiet om de gietijzeren of stalen buitenkant tegen hitte te beschermen en om warmte vast te houden.

## Geschiedenis
De voorloper van de kachel was de open haard. Deze bestond uit een rooster of vuurkorf, een haardplaat, en een aslade, alsmede een schoorsteenmantel met rookkanaal. De eerste echte kachels, dat wil zeggen gesloten stookinrichtingen, dateren uit de 17e eeuw. Het waren doosvormige gietijzeren apparaten op poten, voorzien van een kachelpijp, en gebruikt voor de verwarming van vertrekken als kassen en oranjerieën. Hoewel ook soms in de woonhuizen van welgestelden toegepast, bleef het gebruik van deze uit Duitsland geïmporteerde toestellen sporadisch.
Pas in het begin van de 19e eeuw kwam de kachel geleidelijk in zwang. In 1816 waarschuwde de arts C.J. Nieuwenhuijs voor de thans meer en meer in zwang komende verwarming door kachels, met steenkolen bewerkt; omdat hierbij de schoorsteen zorgvuldig toegelegd, en slechts daarin eene opening voor de kagchel-pijp blijft, en alzoo de afwisseling der versche, en het opstijgen der bedorvene lucht, alsook der dampen, belemmerd wordt. Met andere woorden, het gebruik van kachels was niet bevorderlijk voor de ventilatie.
Een tussenvorm was de kachelhaard, een gietijzeren kast met open voorkant, waarbij het verbrandingsproces met een grote klep boven de vuurhaard gereguleerd kon worden. Dergelijke inrichtingen waren gedurende de 19e eeuw in zwang, aanvankelijk bij welgestelden. De brandstof was hout of turf, hoewel in havensteden ook wel steenkool werd toegepast.
Tal van verbeteringen vonden sindsdien plaats, waarbij vooral de rendementsverbetering door circulatiemechanismen en het aanbrengen van kookkasten als bij de plattebuiskachel, de reguleerbaarheid, het vergroten van de warmtecapaciteit door het gebruik van vuurvaste bekleding en tegels, het aanbrengen van een plaatstalen mantel, het sluiten van de voorkant van de kachel, al dan niet voorzien van mica-ruitjes. De vooral in de tweede helft van de 19e eeuw snel opkomende ijzergieterijen leverden tal van - soms bijzonder uitziende - typen kachels en kachelonderdelen en tal van andere, met kachels verband houdende, producten.
De opkomst van de gasfabrieken, vooral in de tweede helft van de 19e eeuw, leverde cokes als bijproduct op, dat eveneens kon worden verstookt. Pas op het eind van de 19e eeuw verscheen antraciet op de markt, aanvankelijk afkomstig uit Wales, en later vooral uit België en Duitsland afkomstig. De ontwikkeling van de Nederlandse steenkoolmijnen vanaf 1907 bracht ook de beschikbaarheid van Nederlands antraciet met zich mee. Overigens was den minderen stand, ook in de steden, in de tweede helft van de 19e eeuw nog aangewezen op turf, houtspaanders en dergelijke. De minderwaardige brandstof, in combinatie met inferieure kachels, leidde tot een slechte luchtkwaliteit. Steenkool werd, ook door armere mensen, overigens wel op kleine schaal gebruikt in stoven.
Boedelonderzoeken, uitgevoerd te Maasland, leerden dat in 1812 ongeveer 16% van de mensen over kachels beschikte, en dat na 1845 een stijging van de penetratiegraad begon. Einde 19e eeuw had 88% van de mensen een kachel. Het eerste fornuis werd gemeld in 1858, en eind 19e eeuw beschikte 60% van de mensen over een fornuis. In andere streken kon de situatie sterk verschillen, hetgeen onder meer met de mate van verstedelijking en de al dan niet beschikbaarheid van hout en turf, en cokes, te maken had. De open haard verdween na 1875 vrijwel geheel, behalve bij de plattelandsbevolking waar ze werd ingezet voor het roken van ham en spek.
Kolenkachels beheersten ook in de eerste helft van de 20e eeuw het beeld. Gaskachels, op lichtgas, waren duur vanwege de hoge brandstofkosten. Vanaf 1950 kwam de oliekachel op, maar deze werd al spoedig overvleugeld door aardgasgestookte kachels, die vanaf 1963 in toenemende mate het beeld gingen bepalen, vooral waar een aardgasnet voorhanden was. Hoewel centrale verwarmingsystemen al lang bestonden voor speciale toepassingen, werd collectieve verwarming en later individuele centrale verwarming pas op grote schaal toegepast in de jaren 60 respectievelijk de jaren 70 van de 20e eeuw. De open haard werd een luxeverschijnsel.

## Trivia
Koks zijn het woord 'kachel' nog lang blijven gebruiken voor hun fornuis of kookplaat. Ook heden ten dage wordt dit woord, zij het sporadisch, in die zin nog gebruikt.